# Delavalia acutirostris
Delavalia acutirostris is een eenoogkreeftjessoort uit de familie van de Miraciidae. De wetenschappelijke naam van de soort is voor het eerst geldig gepubliceerd in 1935 door Willey.